# Tórshavn
Tórshavn [ˈtɔu̯ʂhau̯n] (deutsch Thorshaven, altnordisch Þórshǫfn; dänisch Thorshavn, färöisch kurz Havn) ist die Hauptstadt der Färöer und liegt an der Ostküste Streymoys. Sie hat eine Fläche von 158 km².
Als das politische, wirtschaftliche und geistige Zentrum des Landes bietet die Stadt eine weit umfänglichere Infrastruktur als eine vergleichbar große mitteleuropäische Kleinstadt. 
Bekanntestes Motto der Stadt ist Tann deiliga Havn („Das schöne Thorshaven“), was auch der Titel eines Liedes ist.

## Name

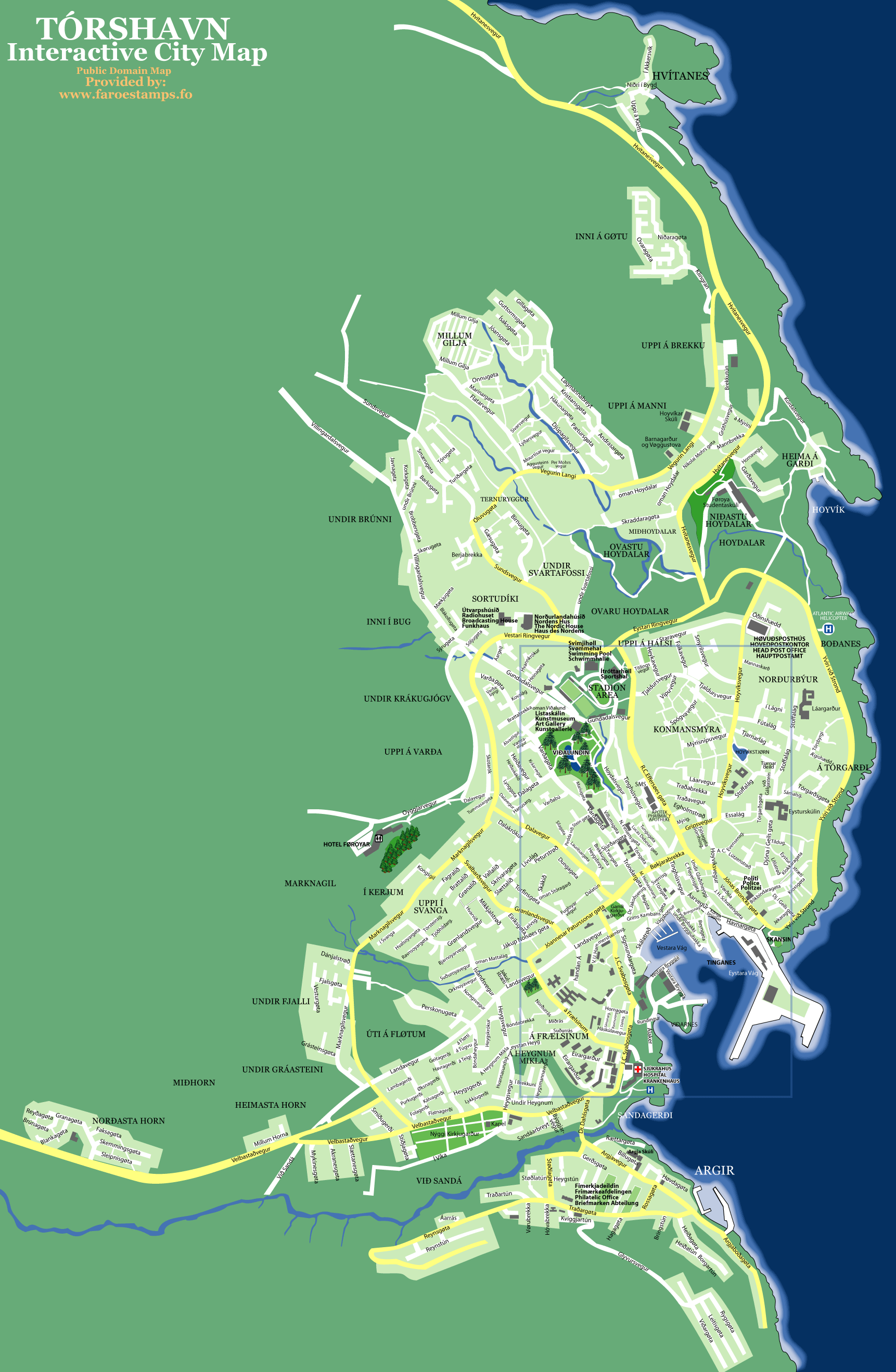
Stadtplan

Der theophore Name der Stadt kommt vom germanischen Gott des Donners und Blitzes Thor (färöisch: Tórur) und dem skandinavischen Wort für Hafen, havn. Tórshavn heißt also wörtlich: „Thors Hafen“. In der färöischen Sprache wandelte sich der stimmlose dentale Frikativ /þ/ meist zu /t/. Der altnordische Name Þórshöfn lebt heute noch im Isländischen fort.
Tórshavn wird von den Färingern meist nur Havn [haːu̯n] genannt, also einfach „Hafen“.
Das Stadtwappen zeigt den Thorshammer Mjölnir und kündet so von der vorchristlichen Gründungszeit des Ortes.

## Geographie und Klima
Tórshavn liegt geografisch im Zentrum des Archipels an der südlichen Ostküste der größten Insel Streymoy auf 62° nördlicher Breite und 6° 45' westlicher Länge. Die östlich vorgelagerte Insel Nólsoy bildet einen zusätzlichen Schutz für den natürlichen Hafen der Stadt. Man sagt, dass Tórshavns Entwicklung zur Hafenstadt ohne den „Wellenbrecher“ Nólsoy undenkbar gewesen wäre.
Auf den ohnehin schon feuchten Färöern gilt Tórshavn als besonders nebelgefährdet.
Das zusammenhängende urbane Siedlungsgebiet der Stadt umfasst die Orte Argir im Süden und Hoyvík im Norden und hatte am 31. Dezember 2002 genau 17.064 Einwohner bei einer Bevölkerungsdichte von 116 Ew./km². Die Kommune Tórshavn erstreckt sich über diverse weitere Nachbarorte mit etwa 1400 zusätzlichen Einwohnern (siehe dort).
Nordwestlich der Stadt erhebt sich der 345 Meter hohe Berg Húsareyn, südwestlich der 351 Meter hohe Kirkjubøreyn.
|                       | Jan | Feb | Mär | Apr | Mai | Jun  | Jul  | Aug  | Sep  | Okt | Nov | Dez |   |      |
| Mittl. Tagesmax. (°C) | 5,3 | 5,5 | 5,9 | 7,2 | 9,1 | 11,3 | 12,5 | 12,8 | 11,2 | 9,4 | 6,7 | 5,8 | ⌀ | 8,6  |
| Mittl. Tagesmin. (°C) | 1,2 | 1,5 | 1,5 | 2,6 | 4,8 | 7,0  | 8,3  | 8,5  | 7,1  | 5,4 | 2,7 | 1,6 | ⌀ | 4,4  |
|                       |     |     |     |     |     |      |      |      |      |     |     |     |   |      |
| Niederschlag (mm)     | 153 | 113 | 137 | 93  | 72  | 67   | 81   | 88   | 142  | 177 | 143 | 171 | Σ | 1437 |
|                       |     |     |     |     |     |      |      |      |      |     |     |     |   |      |
| Sonnenstunden (h/d)   | 0,5 | 1,3 | 2,3 | 3,5 | 4,0 | 4,2  | 3,6  | 3,2  | 2,7  | 1,6 | 0,7 | 0,2 | ⌀ | 2,3  |
|                       |     |     |     |     |     |      |      |      |      |     |     |     |   |      |
| Regentage (d)         | 22  | 17  | 21  | 16  | 13  | 12   | 13   | 13   | 18   | 22  | 21  | 22  | Σ | 210  |
|                       |     |     |     |     |     |      |      |      |      |     |     |     |   |      |
| Wassertemperatur (°C) | 6   | 5   | 6   | 6   | 8   | 9    | 10   | 11   | 10   | 9   | 8   | 6   | ⌀ | 7,9  |
|                       |     |     |     |     |     |      |      |      |      |     |     |     |   |      |
| Luftfeuchtigkeit (%)  | 90  | 89  | 89  | 87  | 88  | 88   | 90   | 90   | 90   | 90  | 89  | 90  | ⌀ | 89,2 |

| 1,2 |

| 1,5 |

| 1,5 |

| 2,6 |

| 4,8 |

| 7,0 |

| 8,3 |

| 8,5 |

| 7,1 |

| 5,4 |

| 2,7 |

| 1,6 |

| 1,2 |

| 1,5 |

| 1,5 |

| 2,6 |

| 4,8 |

| 7,0 |

| 8,3 |

| 8,5 |

| 7,1 |

| 5,4 |

| 2,7 |

| 1,6 |

## Geschichte

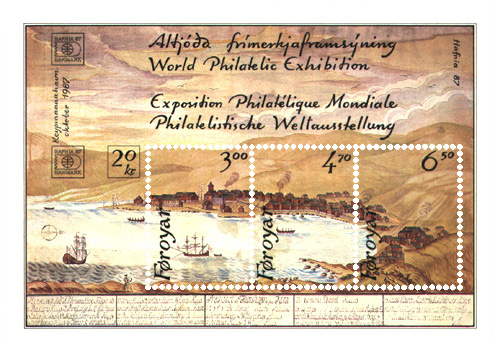
Tórshavn 1782

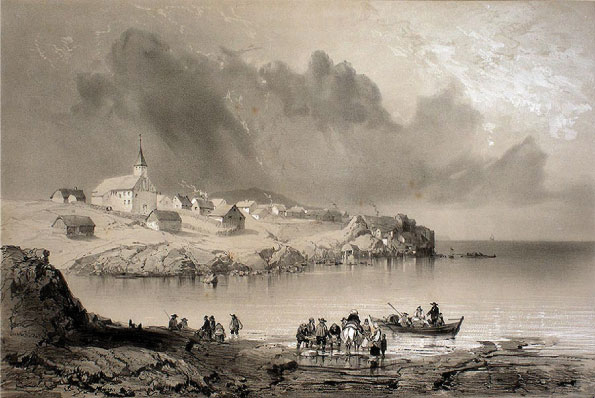
Tórshavn 1839

Im Jahre 1075 wurde die Stadt erstmals urkundlich erwähnt und ist damit nach London die vermutlich älteste Hauptstadt Nordeuropas. Das Thing auf der hier gelegenen Halbinsel Tinganes geht aber wahrscheinlich auf ca. 850 zurück. Norwegische Flüchtlinge flohen vor der Tyrannei Haralds I von Norwegen und siedelten hier, im Jahr 1000 wurde auf dem Thing aufgrund der Missionarsarbeit des Sigmundur Brestisson das Christentum angenommen, wie die Färingersaga erzählt.
Ab 1271 wurde die norwegische Herrschaft mit einem Monopolhandel über die Färöer errichtet. Die Handelsvertreter ließen sich in der Folge in Tórshavn nieder. Schiffe aus Bergen brachten regelmäßig Salz, Getreide und Holz. Unter Bischof Erlendur wurde hier die Munkastovan errichtet.
1539 wurde das protestantische Christentum eingeführt.
1580 ließ Magnus Heinason die Festungsanlage Skansin am Nordende des Hafens zum Schutz vor Piraten erbauen. Unter der erdrückenden Gabelzeit vernichtete 1673 ein Großbrand weite Teile von Tinganes. Wertvolle Dokumente fielen den Flammen zum Opfer.
1709 übernahm die dänische Krone den Monopolhandel. Im selben Jahr suchte eine Pockenepidemie die Stadt heim, woran 250 der 300 Bewohner starben. Erst mit dem Rybergs Handel entwickelte sich Tórshavn dann Ende des 18. Jahrhunderts zu einer Stadt im eigentlichen Sinne. 1856 wurde der Monopolhandel aufgehoben und das Løgting bezog seinen heutigen Sitz.
1866 wurde die Kommune Tórshavn gebildet und damit die erste Bürgerversammlung des Ortes. Seitdem ist Havn offiziell die Hauptstadt der Färöer. Am 1. Januar 1909 bekam die Stadt den Status einer dänischen Handelsstadt zugesprochen. 1927 wurde der Tórshavn Havn ausgebaut und mit einer großen Kaimauer versehen. Seitdem hat Tórshavn einen richtigen Seehafen.
Unter der britischen Besatzung der Färöer im Zweiten Weltkrieg war Tórshavn mit der Festung Skansin Hauptquartier der Royal Navy. Zwei Seekanonen zeugen noch heute davon.
1974 wurde Hvítanes eingemeindet. Hoyvík folgte 1978, Argir 1997, Kollafjørður 2001 und 2005 schließlich die Kommunen Nólsoy, Hestur und Kirkjubøur.

## Bevölkerungsentwicklung

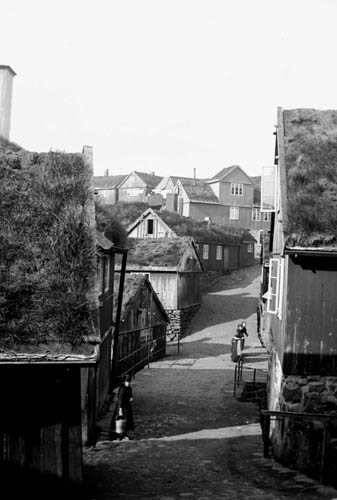
Die Gasse Bringsnagøta 1899

Entwicklung der Einwohnerzahl der Stadt Tórshavn (ab 1985 zum 31. Dezember):
| Jahr | Einwohner |
| ---- | --------- |
| 1709 | 300       |
| 1801 | 554       |
| 1854 | ca. 900   |
| 1900 | 1.656     |
| 1925 | 2.896     |
| 1950 | 5.607     |

| Jahr | Einwohner |
| ---- | --------- |
| 1985 | 12.461    |
| 1990 | 12.852    |
| 1995 | 11.607    |
| 2000 | 12.327    |
| 2005 | 12.468    |
| 2010 | 12.296    |
| 2015 | 12.767    |
| 2020 | 13.627    |

## Wirtschaft und Verkehr
Tórshavn ist Dienstleistungs- und Verwaltungszentrum. Hier befindet sich auch der Sitz der Nationalen Wertpapierbörse, welche als Faroese Securities Market bekannt ist.

### Hafen von Tórshavn

Kein Haus in Tórshavn ist so groß wie die Fähre Norröna, die hier in ihrem Heimathafen liegt und die Färöer mit Dänemark und Island verbindet.

Tórshavn ist der wichtigste Handels- und Fährhafen der Färöer und damit eine internationale Verkehrsdrehscheibe.
Es ist Heimathafen der Norröna, einer modernen Autofähre, die direkt nach ihrer Inbetriebnahme nach Dänemark, Norwegen, Shetland, Schottland und Island fuhr. Da die Fahrten nach Shetland und später nach Schottland (Scrabster) sowie der Abstecher nach Bergen (Norwegen) sich als unrentabel erwiesen, bedient die Norröna seit Januar 2009 nur noch die Strecke Dänemark–Färöer–Island. Zwischen Dänemark und Färöer verkehrt die Linie im Sommer zweimal in der Woche und bis nach Island einmal wöchentlich. In den Wintermonaten wird auch die Strecke zwischen dem Hirtshalser Hafen in Dänemark und Tórshavn nur einmal wöchentlich bedient. Häufig liegen auch Kreuzfahrtschiffe für einen kurzen Aufenthalt im Hafen.
Der regionale Fährverkehr nach Nólsoy und Suðuroy wird von Strandfaraskip Landsins abgewickelt. Der Verkehr nach Hestur und Sandoy läuft inzwischen über den Landweg nach Gamlarætt an der Westküste, von wo sich die Passage zur See erheblich verkürzt hat.
Im Hafen befindet sich der Hauptstandort des färöischen Werftenverbundes Tórshavnar Skipasmiðja.

### Busverkehr
In Tórshavn, das sich über ein relativ weites Areal erstreckt, verkehren mehrere Stadtbuslinien. Von hier aus fahren auch Überlandbusse, z. B. durch den 2002 eröffneten Vágartunnel zum Flughafen Vágar (Fahrtzeit 1 Stunde). Seit dem 1. Januar 2007 verkehren die Tórshavner Stadtbusse zum Nulltarif.

### Hubschrauberlandeplätze
Vom Bodanes Heliport (ICAO-Code EKTB) bietet Atlantic Airways eine Hubschrauberlinie u. a. zum Flughafen Vágar, nach Klaksvík (ICAO-Code EKKV) und der Insel Koltur an. In der Nähe des Krankenhauses von Tórshavn befindet sich ein Hubschrauberlandeplatz für Rettungshubschrauber.

## Politik und Verwaltung

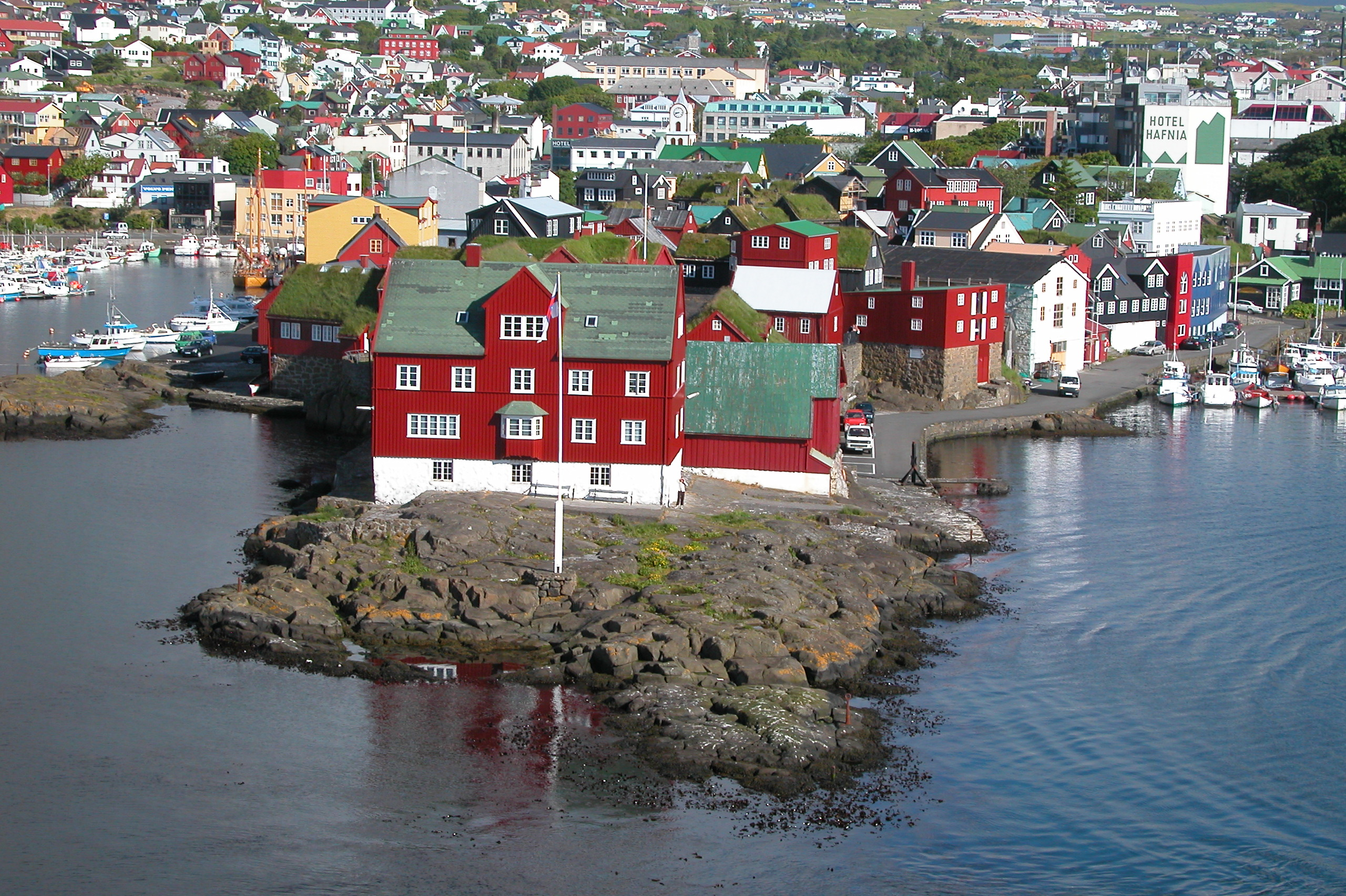
Halbinsel Tinganes

Mitten im Hafen befindet sich die Halbinsel Tinganes mit dem Løgting, einem der ältesten bis heute bestehenden Parlamente der Welt, und der färöischen Landesregierung. Seit dem 1. Januar 2017 ist Annika Olsen Bürgermeisterin der Stadt.
Seit 1932 besteht in Tórshavn das Nationalarchiv der Färöer, zunächst ein reines Verwaltungsarchiv, besitzt es heute auch die größte Literatursammlung in färöischer Sprache, die fast lückenlosen genealogischen Daten der Inselbevölkerung der letzten 200 Jahre und übernimmt Aufgaben der Schulung von Verwaltungspersonal.
Die Reichsombudsschaft auf den Färöern hat ihren Sitz im Stadtzentrum und vertritt das Königreich Dänemark vor Ort.

### Stadtverwaltung
Die Stadtverwaltung von Tórshavn bietet folgende, für Besucher relevante, Dienste an:
- Stadtbücherei in der Fußgängerzone,
- Schwimmhalle beim Sportzentrum Gundadalur,
- Jugendzentrum Margarinfabrikkin als Treffpunkt zum Musizieren und Spielen,
- Galerie Smiðjan für Hobbykünstler, die gerne ausstellen möchten.

### Städtepartnerschaften
Tórshavn unterhält Städtepartnerschaften mit
- Nuuk, Grönland
- Reykjavík, Island
- Stavanger, Norwegen
- Aberdeen, Vereinigtes Königreich
- Esbjerg, Dänemark
- Mariehamn, Finnland[7]

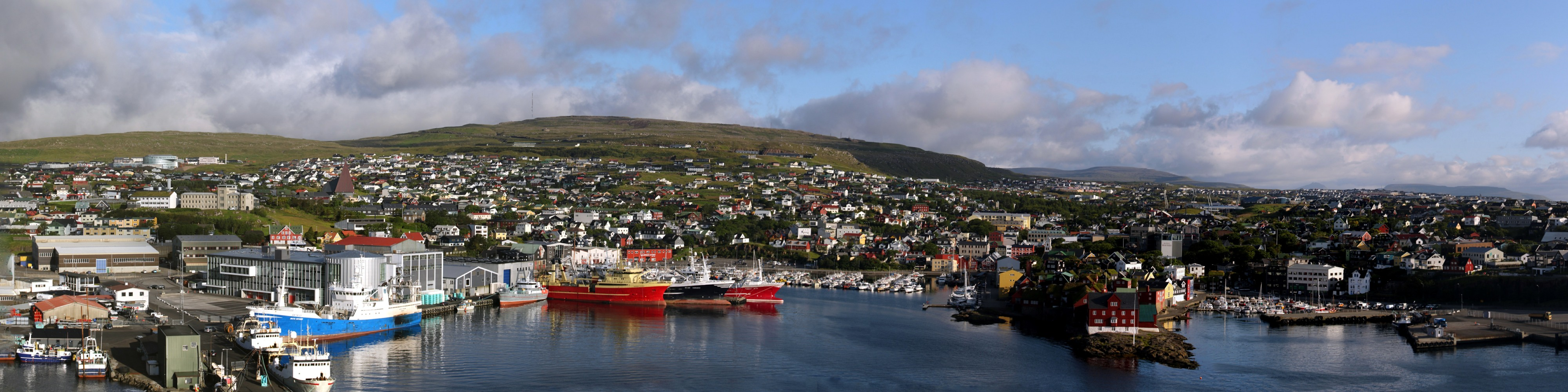
Panoramabild Tórshavn

## Sehenswürdigkeiten

### In der Stadt

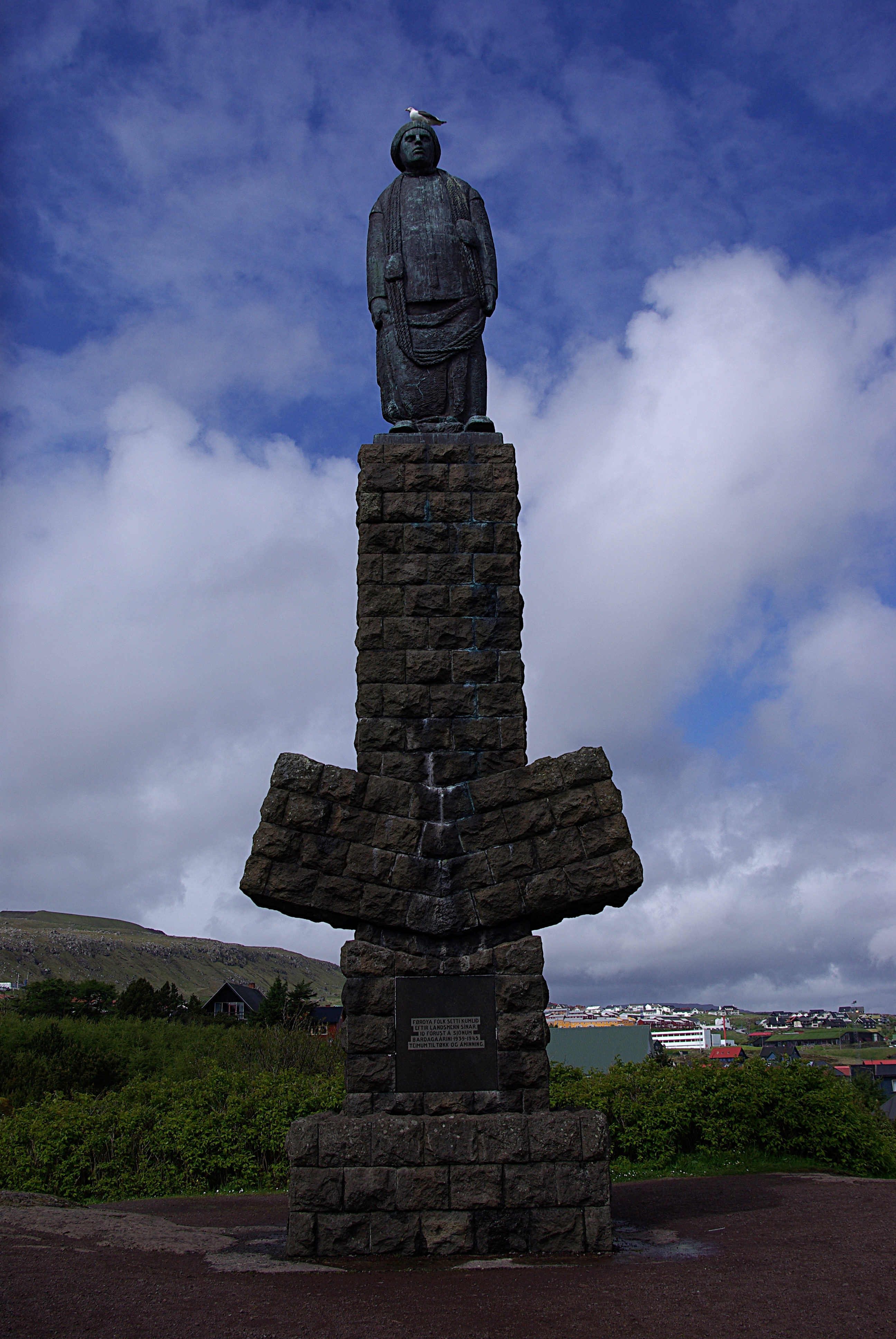
Mahnmal im Stadtpark

- Zur Ólavsøka am 28. und 29. Juli eines jeden Jahres findet in Tórhavn das bedeutendste Volksfest des Landes statt.
- Die Halbinsel Tinganes mit ihren engen Gassen bildet den ältesten Teil der Stadt.
- Am Ostufer des Hafens steht die alte Festung Skansin mit ihrem charakteristischen Leuchtturm.

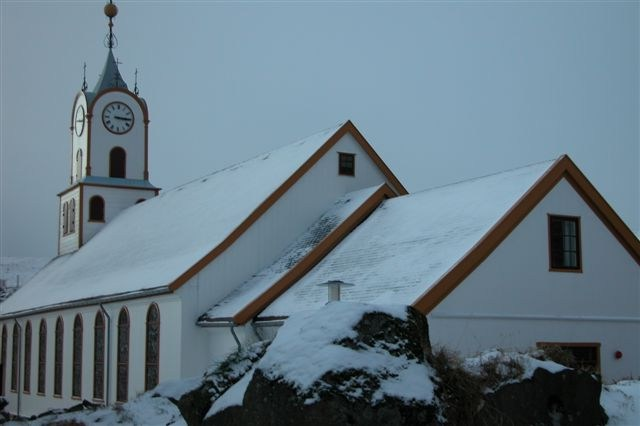
Domkirche zu Tórshavn

- Die Tórshavner Domkirche wurde 1788 erbaut und beherbergt ein Altarbild von 1647.
- Im Stadtzentrum befindet sich die Fußgängerzone Niels Finsensgøta als Ladenzeile. Dort sind auch die Stadtbibliothek und einige Buchläden. An deren Beginn befindet sich das 1894 erbaute Rathaus und gegenüber davon die Touristeninformation. Nach 5–10 Minuten Fußweg in nördlicher Richtung erreicht man das 1977 eröffnete Einkaufszentrum SMS, welches einem mittelgroßen Einkaufszentrum einer europäischen Großstadt entspricht.
- Der Tórshavner Stadtpark ist der größte „Wald“ auf den Färöern. Ein Mahnmal im Tórshavner Stadtpark erinnert an die 132 getöteten Fischer und Seemänner der Färöer im Zweiten Weltkrieg. Etwas oberhalb der Stadt dehnt sich im Nordwesten der kleinere Wald Viðarlundin í Kerjum aus.
- Direkt am Stadtpark liegt die katholische Marienkirche, ein modernes Kleinod aus Stein, Glas und Kupfer mit Glasmalereien von Tróndur Patursson.

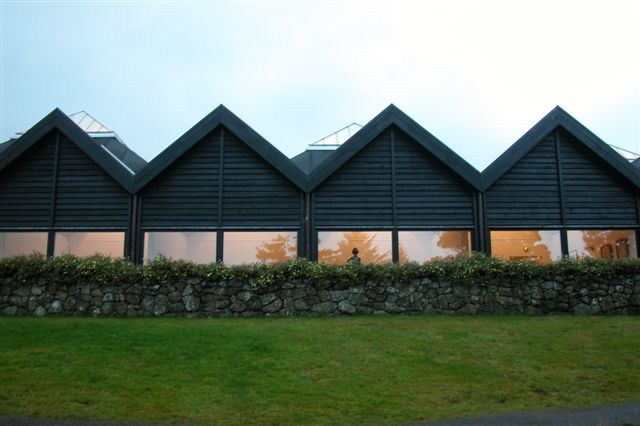
Das Kunstmuseum der Färöer

- Das Kunstmuseum der Färöer beheimatet die größte Sammlung färöischer Kunst.
- Das Historische Museum der Färöer stellt die Kultur- und Naturgeschichte der Färöer dar. Ihm ist eine Bibliothek, eine Bootshalle und ein Freilichtmuseum angeschlossen.
- Das Haus des Nordens ist nicht nur das Kultur- und Kongresszentrum der Färöer, sondern auch ein architektonisches Highlight.
- Die sehenswerte Universität der Färöer befindet sich am Park Viðarlundin á Debesartrøð.
- Westlich der Innenstadt ist die 1975 eingeweihte, moderne Kirche Vesturkirkjan sehenswert. Gegenüber befindet sich die Parkanlage Viðarlundin úti í Grið.
- Nordöstlich davon gelangt man zum Wasserfall Svartifossur im Tal Hoydalar.
- Tórsvøllur ist das Stadion, wo der färöische Fußball seinen bekanntesten Platz hat.
- Kneipen in der in Deutschland üblichen Form sind eher selten. Alkohol war bis 1992 auf den Färöern stark reglementiert. Leichtbier ist frei verkäuflich. Stärkeres Bier und sonstige alkoholische Getränke sind nur in den staatlichen Wein- und Spirituosenmonopolhandlungen sowie in Restaurants etc. mit Schankerlaubnis erhältlich. Klassiker sind der Klubbin und das (zurzeit geschlossene) Vertshúsið Restorff (eigene Brauerei).

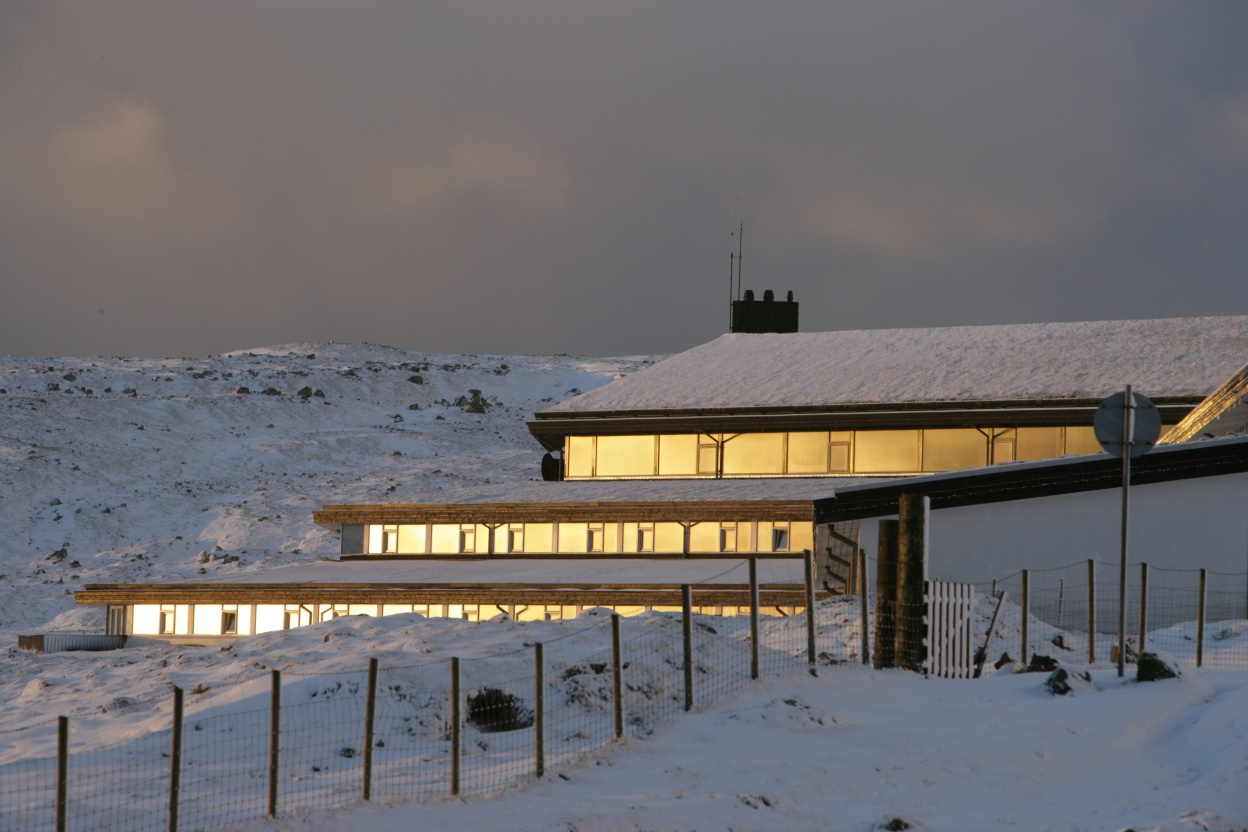
Hotel Føroyar in Tórshavn

- Die besten Restaurants sind das Fischrestaurant Barbara, das traditionsreiche Hotel Hafnia mitten im Zentrum, und das Merlot. Das mit zwei Guide-Michelin-Sternen ausgezeichnete Restaurant Koks ist nach Leynar umgezogen.

### Umgebung

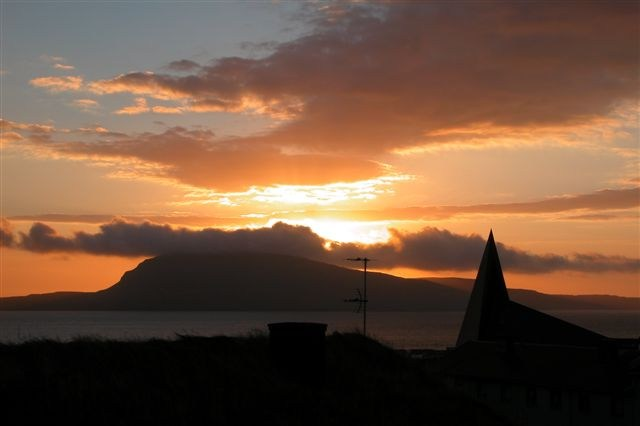
Á, tann deiliga havn – Oh, das schöne Tórshavn. Sonnenaufgang über Nólsoy, im Vordergrund die moderne Vesturkirkan (Westkirche)

- Direkt vor Tórshavn liegt die kleine Insel Nólsoy mit ihrem Hafen. Mehrmals täglich verkehrt die Fähre Ternan dorthin.
- Etwa zwei Kilometer nördlich der Altstadt von Tórshavn liegt der kleine Wasserfall Svartafoss (färöisch Svartifossur).
- Westlich von Tórshavn gelangt man (leichter Wanderweg oder werktags per Stadtbus) in den kulturhistorisch bedeutendsten Ort der Färöer: Kirkjubøur mit seiner Dom-Ruine und dem ältesten Haus, welches aus der Wikingerzeit stammt, heute ein Museum.
- Etwas oberhalb der Stadt liegt das renommierte Hotel Føroyar an der alten Ausfallstraße 10 in Richtung Norden über die Berge. Von hier genießt man einen Ausblick über die ganze Stadt.
- Heute benutzen Autofahrer, die in den Norden fahren wollen, aber die bequemere Straße 50 an der Westküste über Hvítanes und den Tunnel hinter Kaldbaksbotnur.

Neben den Konsulaten diverser Staaten gibt es hier Museen, Theater, Bibliotheken, die Universität, eine pädagogische Hochschule, das Zentralkrankenhaus, Hotels, Restaurants, und – einen Park. Dieser Park ist die einzige Art Wald auf den Färöern.
Architektonisches Glanzstück und kultureller Mittelpunkt der Färöer ist das 1983 eingeweihte Haus des Nordens (Norðurlandahúsið) mit seinem charakteristischen Grassoden-Dach und einer kühnen Architektur. Es wird vom Nordischen Rat betrieben und ist einer der beliebtesten Treffpunkte der Stadt. Die Tórshavner sind sehr stolz auf dieses Gebäude und die dort stattfindenden Ereignisse, wie zum Beispiel die Konzerte des Färöischen Symphonieorchesters.

## Popkultur
Der deutsche Rapper OG Keemo hat einen Song nach dieser Kleinstadt benannt. Dieser Titel ist auf dem Album Fieber enthalten.

## Bildung
Tórshavn ist Sitz der Universität der Färöer.